# Vajda M. Pál
Vajda M. Pál (eredeti néven Weisz Mór, kb. 1900-tól Vajda Manó, 1920-tól Vajda M. Pál) (Budapest, 1874. február 15. – Budapest, 1945. április 23.) magyar fotóriporter, fotóművész.

## Élete
Weisz Mór néven született Weisz Adolf lisztkereskedő és Wilhelm Mária gyermekeként. Izraelita vallásúként 1881-től 1884-ig a Deák téri ágostai hitvallású evangélikus magyar-német gyülekezet népiskolájába járt. Később középfokú végzettséget szerzett. Családnevét az 1890-es évek elején változtatta Vajdára.